# Equació de Pauli
En mecànica quàntica, l'equació de Pauli o equació de Schrödinger-Pauli és la formulació de l'equació de Schrödinger per partícules de spin ½, que té en compte la interacció de l'spin de la partícula amb un camp electromagnètic extern. Aquesta equació és el límit no relativista de l'equació de Dirac, i es pot utilitzar quan les partícules es mouen a velocitats molt inferiors a la velocitat de la llum, de manera que els efectes relativistes són negligibles. Va ser formulada per Wolfgang Pauli a l'any 1927.

## L'equació
L'equació de Pauli és:
| Equació de Pauli (general) {\displaystyle \left[{\frac {1}{2m}}({\boldsymbol {\sigma }}\cdot (\mathbf {p} -q\mathbf {A} ))^{2}+q\phi \right]\|\psi \rangle =i\hbar {\frac {\partial }{\partial t}}\|\psi \rangle } |
on:
- {\displaystyle m\,} és la massa de la partícula.
- {\displaystyle q,} és la càrrega elèctrica de la partícula.
- {\displaystyle {\hat {\boldsymbol {\sigma }}}} és un «vector» on les tres components són precisament les matrius de Pauli bidimensionals.
- {\displaystyle {\hat {\mathbf {p} }}\,} és l'operador vectorial associat al moment lineal. Les components d'aquest vector són {\displaystyle -i\hbar \partial _{x_{k}}}.
- {\displaystyle \mathbf {A} \ \ }és el potencial vectorial del camp electromagnètic.
- ϕ  és el potencial elèctric escalar.
- {\displaystyle |\psi \rangle } és un espinor format per dos components, que es pot representar com:

. {\displaystyle {\begin{pmatrix}\psi _{0}\\\psi _{1}\end{pmatrix}}}

### Forma alternativa
Si es fan servir les propietats de les matrius de Pauli, es demostra fàcilment la següent igualtat:

{\displaystyle \left[{\hat {\boldsymbol {\sigma }}}\cdot \left({\hat {\mathbf {p} }}-{\frac {e}{c}}\mathbf {A} \right)\right]^{2}=\left({\hat {\mathbf {p} }}-{\frac {e}{c}}\mathbf {A} \right)^{2}+i{\hat {\boldsymbol {\sigma }}}\cdot \left({\hat {\mathbf {p} }}-{\frac {e}{c}}\mathbf {A} \right)\times \left({\hat {\mathbf {p} }}-{\frac {e}{c}}\mathbf {A} \right)}

I com:

{\displaystyle \left({\hat {\mathbf {p} }}-{\frac {e}{c}}\mathbf {A} \right)\times \left({\hat {\mathbf {p} }}-{\frac {e}{c}}\mathbf {A} \right)=-{\frac {e}{c}}({\hat {\mathbf {p} }}\times \mathbf {A} +\mathbf {A} \times {\hat {\mathbf {p} }})=-{\frac {e}{c}}(-i\hbar {\boldsymbol {\nabla }}\times \mathbf {A} )=-{\frac {i\hbar e}{c}}\mathbf {B} }

L'equació es pot reescriure de la següent forma:
| Equació de Pauli (forma estàndard) {\displaystyle {\hat {H}}\|\psi \rangle =\left[{\frac {1}{2m}}\left[\left(\mathbf {p} -q\mathbf {A} \right)^{2}-q\hbar {\boldsymbol {\sigma }}\cdot \mathbf {B} \right]+q\phi \right]\|\psi \rangle =i\hbar {\frac {\partial }{\partial t}}\|\psi \rangle } |

## Relació amb l'equació de Schrödinger i l'equació de Dirac
L'equació de Pauli no és relativista, sinó que incorpora l'spin. Com a tal, es pot considerar que ocupa el punt intermedi entre:
- L'equació familiar de Schrödinger (en una funció d'ona escalar complexa), que no és relativista i no prediu l'spin.
- L'equació de Dirac (en un espinor complex de quatre components), que és completament relativista (pel que fa a la relativitat especial) i prediu l'spin.

Tingueu en compte que a causa de les propietats de les matrius de Pauli, si el potencial del vector magnètic A és igual a zero, llavors l'equació es redueix a l'equació de Schrödinger coneguda d'una partícula en un potencial purament elèctric ϕ, excepte que opera en un espinor de dos components:
{\displaystyle \left[{\frac {\mathbf {p} ^{2}}{2m}}+q\phi \right]{\begin{pmatrix}\psi _{+}\\\psi _{-}\end{pmatrix}}=i\hbar {\frac {\partial }{\partial t}}{\begin{pmatrix}\psi _{+}\\\psi _{-}\end{pmatrix}}.}
Per tant, podem veure que l'spin de la partícula només afecta el seu moviment en presència d'un camp magnètic.

## Relació amb l'experiment de Stern–Gerlach
Els dos components de l'espinor satisfan l'equació de Schrödinger. Per a una partícula en un camp B aplicat externament, l'equació de Pauli és:
| Equació de Pauli (Camp B) {\displaystyle \underbrace {i\hbar {\frac {\partial }{\partial t}}\|\psi _{\pm }\rangle =\left({\frac {(\mathbf {p} -q\mathbf {A} )^{2}}{2m}}+q\phi \right){\hat {1}}\mathbf {\|} \psi \rangle } _{\mathrm {Eq.~de~Schr{\ddot {o}}dinger} }-\underbrace {{\frac {q\hbar }{2m}}{\boldsymbol {\sigma }}\cdot \mathbf {B} \mathbf {\|} \psi \rangle } _{\mathrm {Terme\,de\,Stern-Gerlach} }} |
on
{\displaystyle {\hat {1}}={\begin{pmatrix}1&0\\0&1\\\end{pmatrix}}}
és la matriu d'identitat 2 × 2, que actua com a operador de identitat. El terme de Stern-Gerlach pot obtenir l'orientació de l'spin dels àtoms amb un electró de valència, com per exemple, els àtoms de plata que flueixen a través d'un camp magnètic no homogeni. De manera anàloga, el terme de Stern-Gerlach és responsable de la divisió de les línies espectrals (corresponents als nivells d'energia) en un camp magnètic, com es pot veure en l'anòmal efecte Zeeman.